# ランピムサイント
ランピムサイント（ウェールズ語: Llanpumsaint）はイギリスのウェールズにある小さな村と教区。ランピムサイントはカーマーゼンシャー、ウェールズ西部にある。人口は595人(2001年)。
ランピムサイントの教区はランピムサイント村、隣のネボの村（ウェールズ語: Nebo）、スカンダヴェール（英語: Skanda Vale）のヒンドゥー教寺院とそのコミュニティ、そしていくつかの農場で構成されている。
2001年の国勢調査によれば、ランピムサイントの居住者の50％はウェールズ語を話すこと、読むこと、書くことができる（カーマ−ゼンシャーの平均は39％）。

## 参考資料
1. ↑  “アーカイブされたコピー”. 2005年2月16日時点のオリジナルよりアーカイブ。2008年7月15日閲覧。 ランピンサイントの教区会
2. ↑  http://www.carmarthenshire.gov.uk/index.asp?locID=4473&docID=-1%5B%5D カーマーゼンシャーの地方のウェールズ語の能力
3. ↑  “アーカイブされたコピー”. 2007年12月23日時点のオリジナルよりアーカイブ。2008年7月18日閲覧。 カーマーゼンシャーのウェールズ語の統計